# Grote of Sint-Nicolaaskerk (Monnickendam)

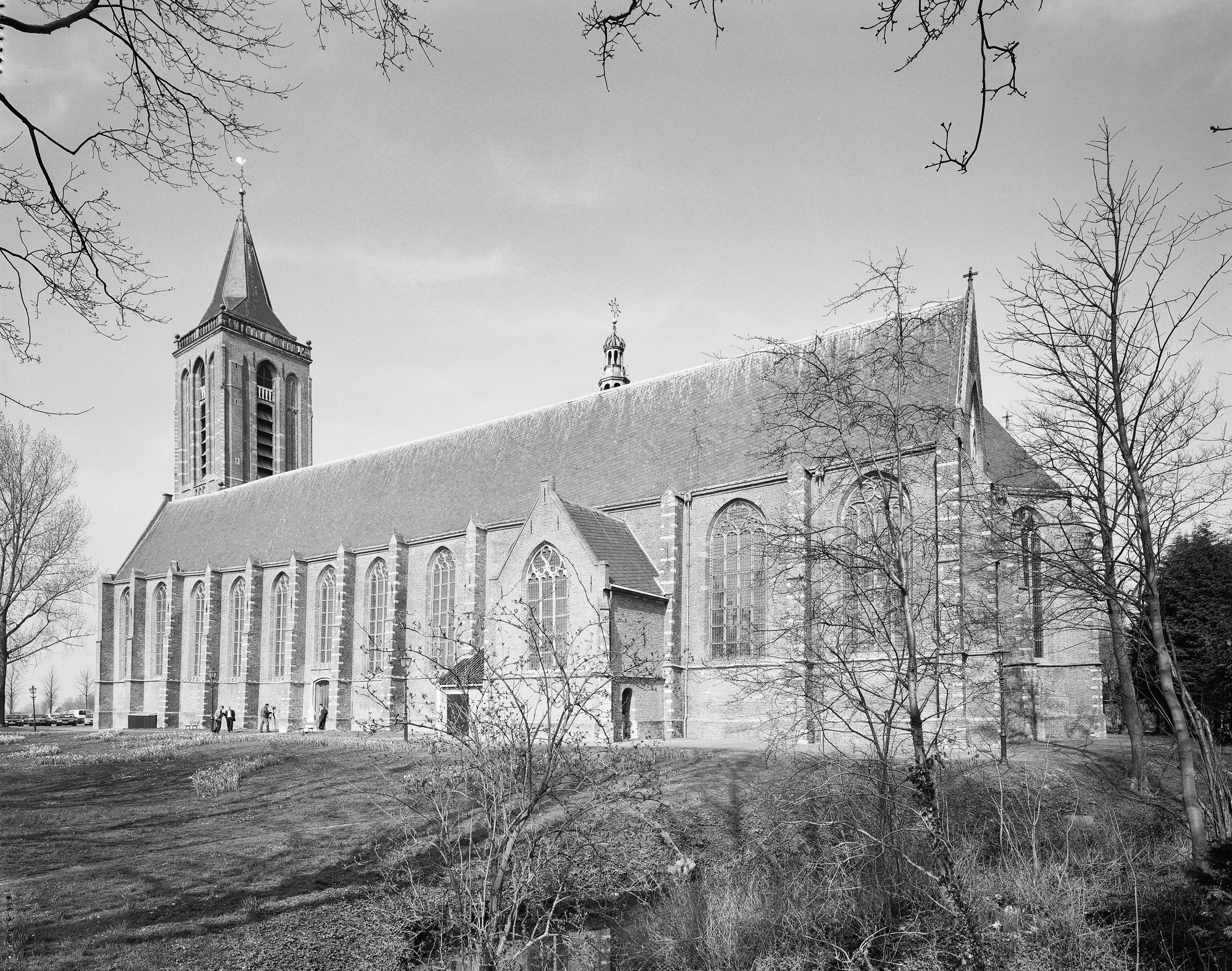
Grote Kerk

De Grote of Sint-Nicolaaskerk is de belangrijkste kerk van de Nederlandse stad Monnickendam. Het gotische gebouw staat aan de Zarken, aan de rand van het oude centrum van de stad.
De bouw van de kerk begon na 1400. Het koor was in 1450 gereed, de toren verrees tussen 1510 en 1550. Sinds 1572 is de kerk protestants. Na dat jaar werd de doopkapel verwijderd. In 1644 waren de laatste traveeën van het schip voltooid; rond die tijd werd ook de torenspits vernieuwd.
De sacristie, het pand tussen de twee entreegebouwen, de dakruiter en de venstertraceringen zijn tijdens de restauratie van 1959-1969 gereconstrueerd. De dakruiter is niet origineel, de originele dakruiter werd in 1870 wegens bouwvalligheid verwijderd. De kerk, met delen van het interieur, werd op 21 november 1967 aangewezen als rijksmonument.

## Toren
De toren staat aan de westelijke zijde van de kerk, deze werd gebouwd tussen 1510 en 1550. In de toren zijn nissen aangebracht waar heiligenbeelden in kunnen staan. Deze nissen zijn nooit gevuld, omdat de Reformatie plaats heeft gevonden voordat de beelden geplaatst konden worden.
In de toren staat een klokkenstoel met klok van de hand van Everhardus Splinter. De klok is in 1641 gegoten en heeft een diameter van 171,2 cm. Geheel bovenaan staat een achtkantige torenspits.

## Interieur
In de kerk staat nog een origineel gotisch doopvont, dat van voor de Reformatie dateert. Het is van Bentheimer zandsteen. Hoe oud het is, is niet duidelijk er zijn namelijk geen documenten uit de tijd. Een deel van de historie is wel bekend, het doopvont is namelijk gebruikt als bak om kalkspecie te maken en om dove kolen in te bewaren. Vlak na de oprichting van het Rijksmuseum in Amsterdam gaf deze instelling aan het doopvont wel te willen kopen van de kerk. Ook cadeau krijgen was een optie. In 1890 werd door het museum opnieuw een vruchteloze poging gewaagd om het doopvont te verkrijgen.
Nabij het doopvont staan meerdere herenbanken, een aantal van deze banken zijn genummerd. Drie herenbanken zijn om de pilaren van de kerk gebouwd, degene met de luifel is de voormalige burgemeestersbank. Een vierde bank, de oliebollenkraam, staat los en heeft een luifel op pilaren. In 1795 worden de banken voor 4 gulden per jaar verhuurd aan de burgers. Niet het kerkbestuur, maar de raadsleden en burgemeester hebben zelf het besluit genomen niet langer een speciale plek in de kerk te willen hebben.
De preekstoel dateert uit 1695 en stond oorspronkelijk in de Marktpleinkerk van Winschoten. Aan de zuidelijke muur hangt een rouwbord van Petronella Sara Geertruda Lewe van Middelstum.
In 2013 werd er een keuken in de kerk gebouwd om op die manier het gebouw meer multifunctioneel te kunnen maken.

### Orgels
In de kerk bevindt zich een tussen 1778 en 1780 gebouwd hoofdorgel. Het zwaluwnestorgel is gebouwd door Johann Gerstenhauer met pijpwerk uit het voorgaande orgel uit 1530. De kas is in een (neo)gotische stijl gebouwd door Daniël Stoopendaal. Hij heeft hiervoor ouder materiaal gebruikt. Het orgel is rood van kleur, terwijl de luiken blauw van kleur zijn. De klaviatuur van dit orgel bevindt zich in de toren. Voor de organist zijn een camera en microfoons aangebracht, zodat deze via een beeldscherm en geluidssysteem kan horen en zien wat er in de zaal gebeurd. De organist kan ook via het snijwerk in het zwaluwnest kijken.
In het koor staat een neogotisch koororgel van de hand van James Bruce uit 1834, dat oorspronkelijk in Schotland heeft gestaan. Dit orgel staat sinds 2000 in de Grote Kerk. Tevens is er nog een kistorgel dat oorspronkelijk in de Martinikerk te Groningen heeft gestaan.

### Koor
Het koor stamt uit de tweede bouwfase van de kerk. Het werd rond 1450 gebouwd. Het wordt van de rest van de kerk afgescheiden door een koorschot dat van rond de bouwtijd is. Het koorhek is ook rond die tijd gemaakt, maar is meermalen aangepast. De hoofdstijlen van het hek zijn rond 1530 geplaatst, het maaswerk en de panelen zijn ergens in 1562 of 1563 gemaakt. Het altaar werd in 1572 verwijderd, maar het koorschot bleef staan. Het koor kreeg vanaf dat jaar een meer wereldse functie, zoals ontvangstruimte voor het stadsbestuur van Monnickendam. Vanaf 1620 werden de burgemeesters van Monnickendam in het koor verkozen en er vonden vergaderingen plaats. Daarnaast bleef het wel ook een plek waar mensen begraven konden worden. De twee grote deuren in het hek zijn in 1786 geplaatst. Deze zijn voorzien van verschillende decoraties, in elke deur is een kandelaber geplaatst met aan weerszijden een dolfijn. In het koor staat ook het Schotse orgel.

### Graven
Op 30 december 1830 vond de laatste begrafenis in de kerk plaats, tot die tijd werd de kerk lange tijd als algemene begraafplaats gebruikt. Tot 1642 konden er ook witte grafstenen in de zerkenvloer geplaatst worden. Alleen op de plek van de doopkapel werd niet gebruikt om mensen in te begraven. Door het gebruik als algemene begraafplaats liggen er mogelijk 30.000 mensen in de kerk begraven. Doordat er na een begrafenis altijd een holte ontstaat bleef de vloer telkens verzakken, om die reden is de zerkenvloer meermaals met nieuw zand opgehoogd. Begrafenissen konden ook op de zondag plaatsvinden. In eerste instantie vonden begrafenissen de hele dag plaats, later werd dit alleen nog gedaan na de kerkdienst, weer later werd het op zondag verboden om te begraven.
In de kerk liggen meerdere bekende Monnickendammers. Onder hen een aantal marineofficieren, zoals admiraal Cornelis Dirkszoon, viceadmiraal Hermanus Reijntjes en kapitein Jan Mauw (gesneuveld tijdens de slag bij Solebay).
Aan de westelijke muur hangt ook een marmeren epitaaf uit 1807 voor Jan Nieuwenhuyzen, de doopsgezinde predikant die bekend werd als de oprichter van de Maatschappij tot Nut van 't Algemeen.

## Afbeeldingen

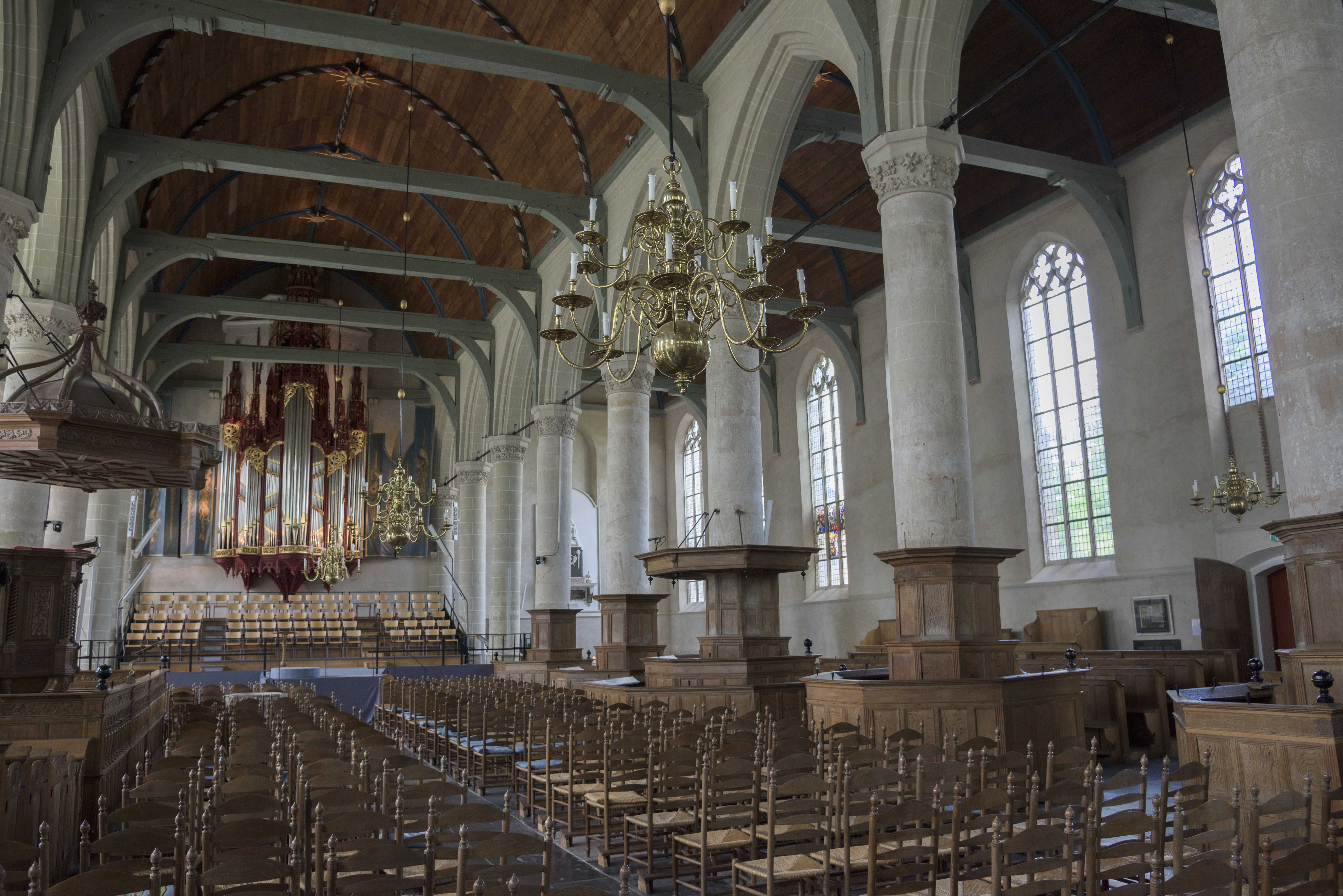
Overzicht van de kerk met een aantal herenbanken
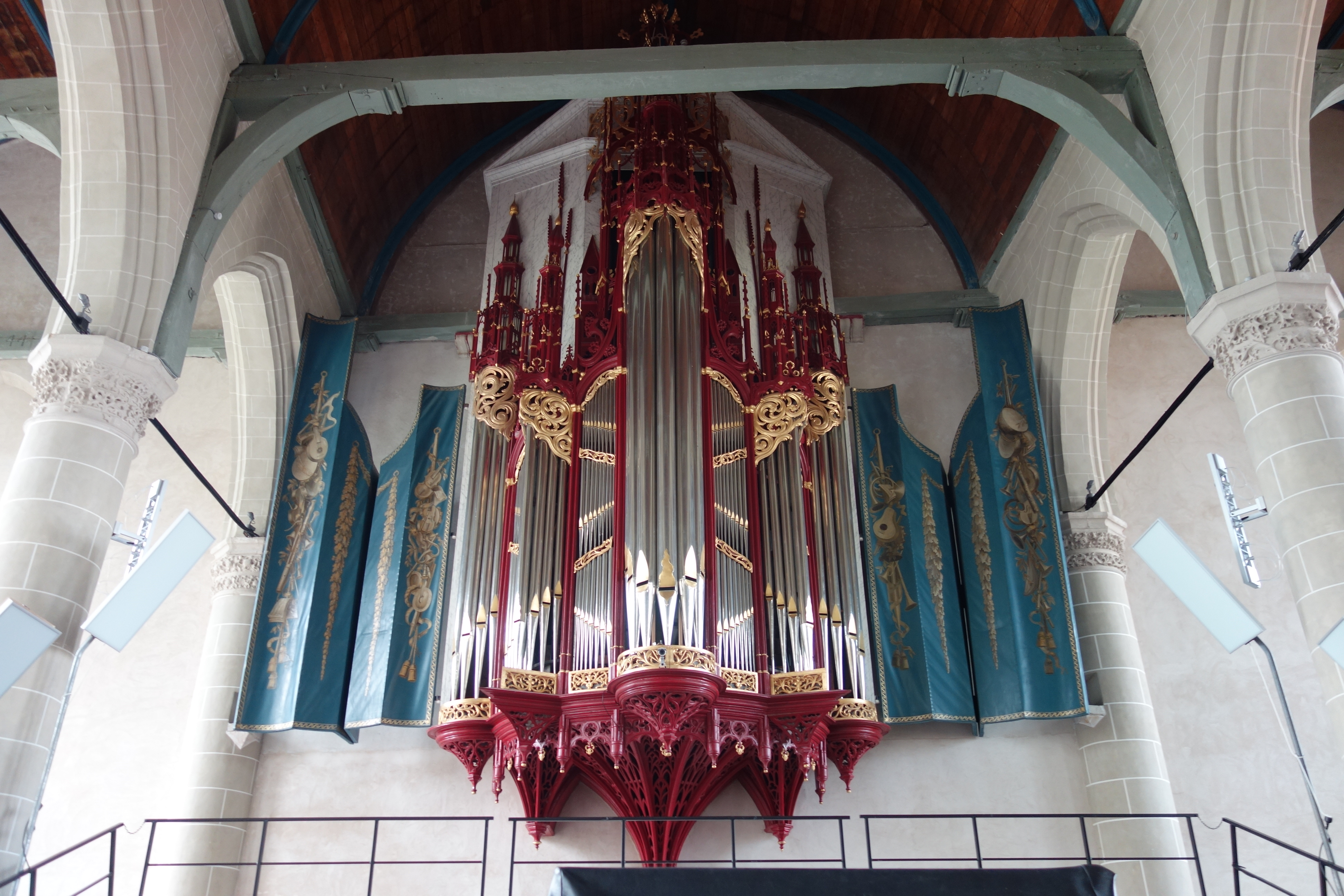
Het Gerstenhauerorgel met de luiken open
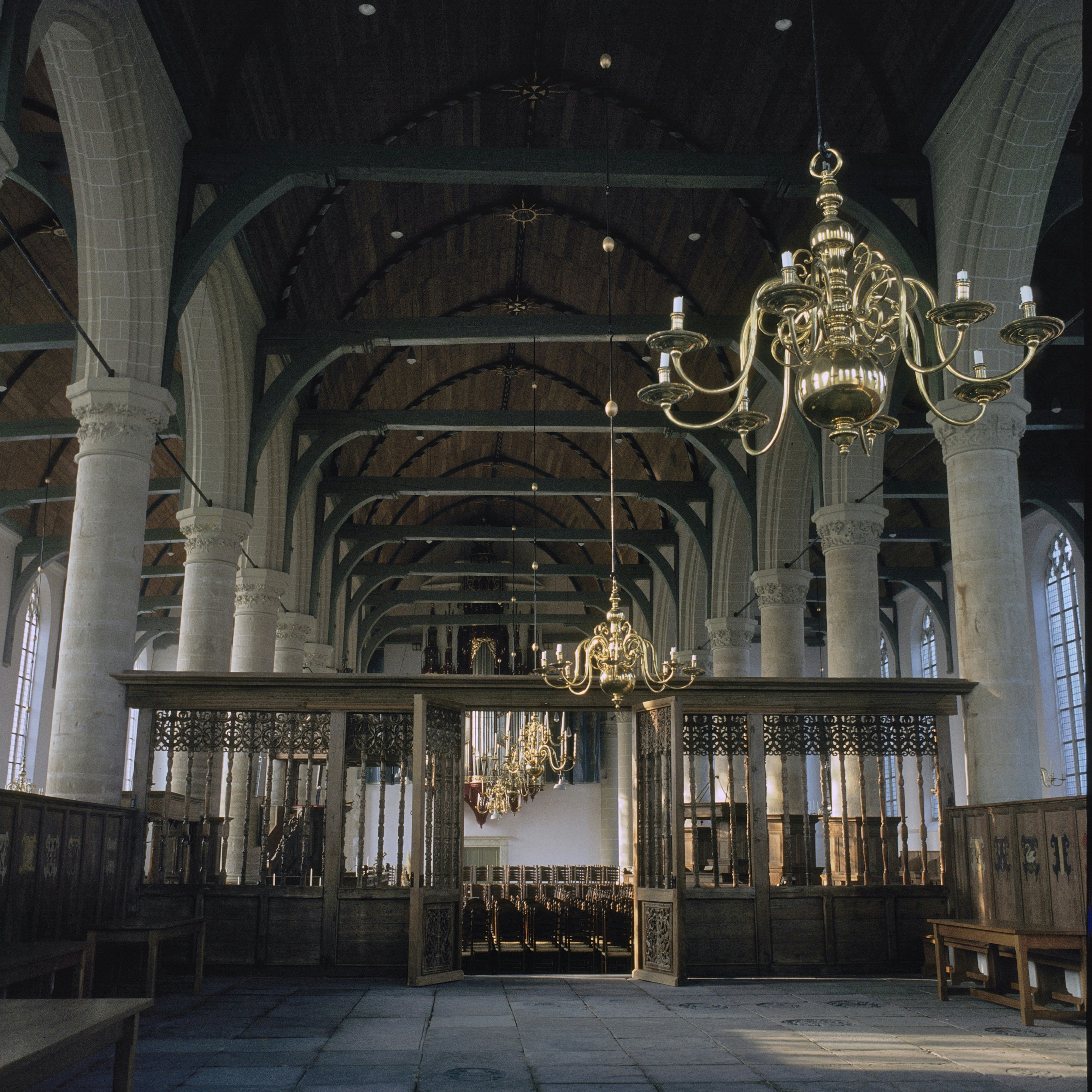
Het koorkerk gezien vanuit het koor.
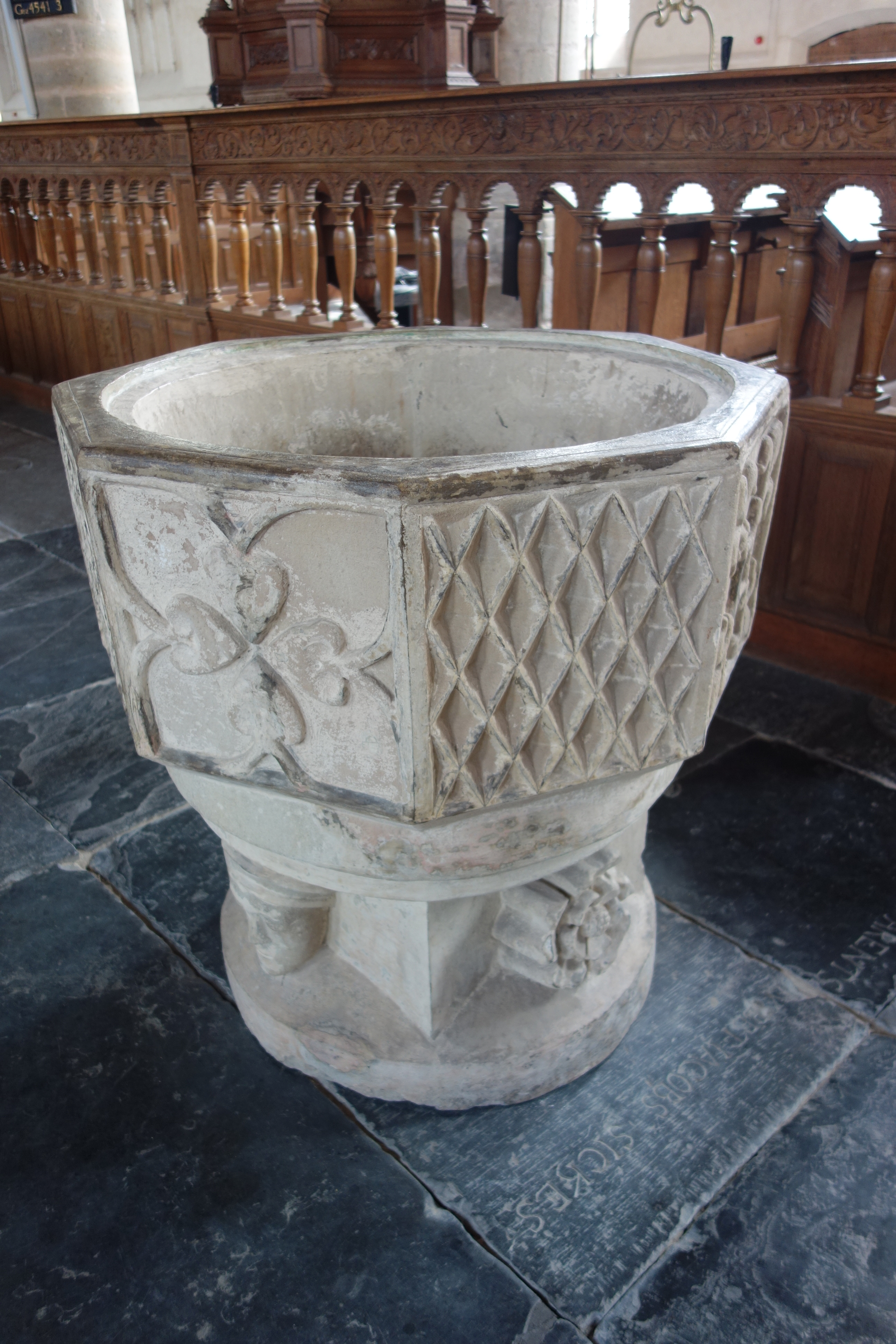
Het gotische doopvont
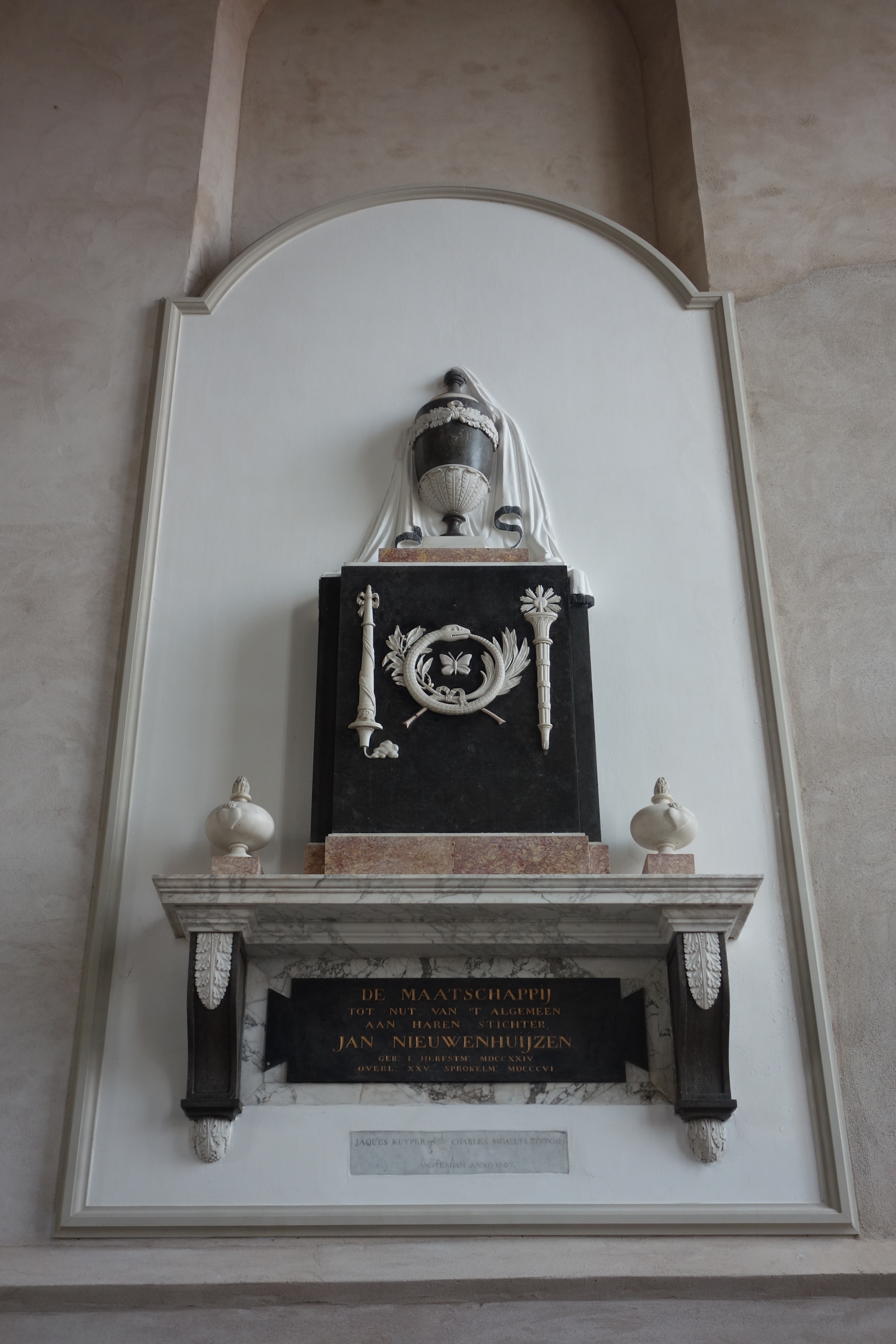
Epitaaf van Jan Nieuwenhuyzen
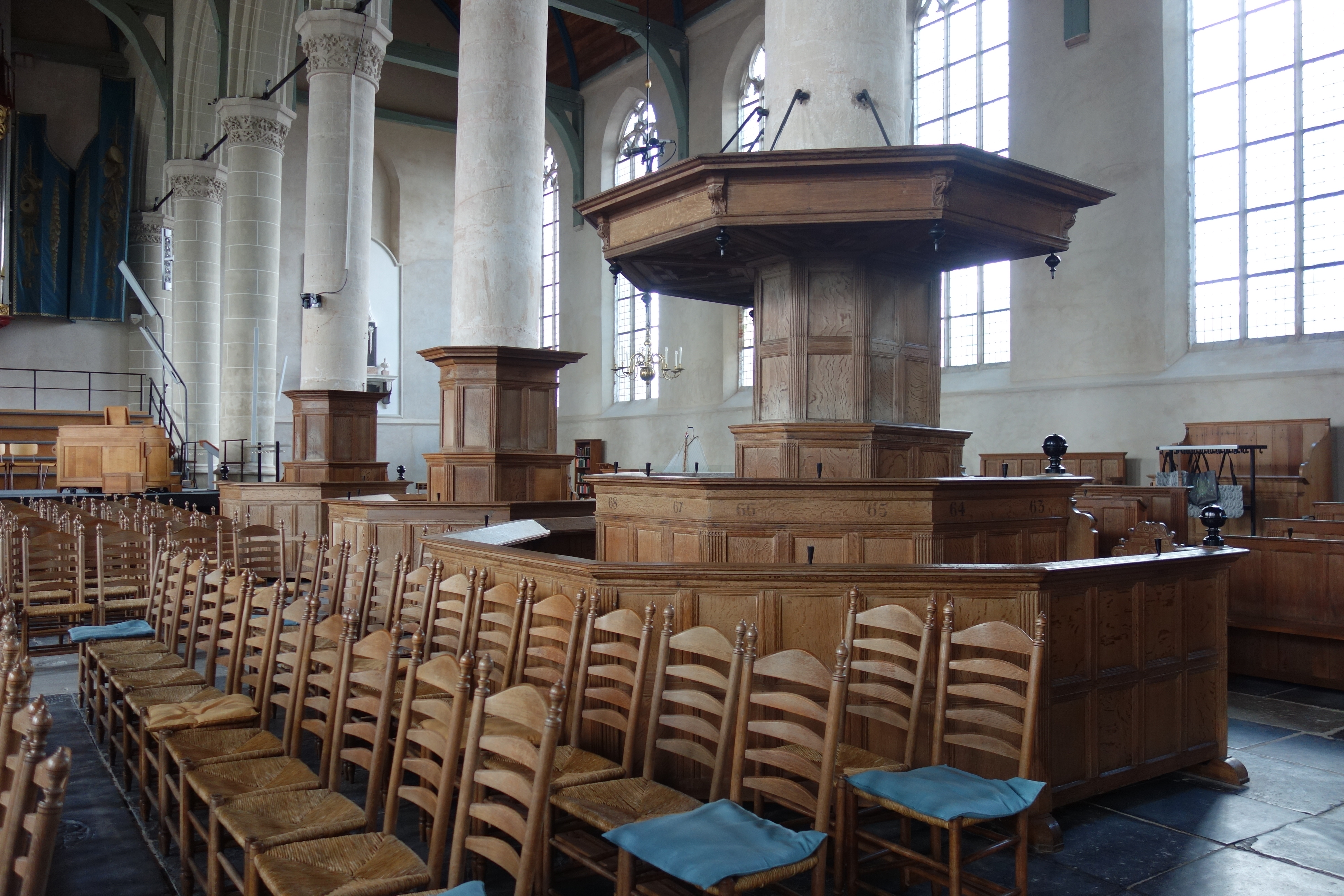
Een aantal herenbanken
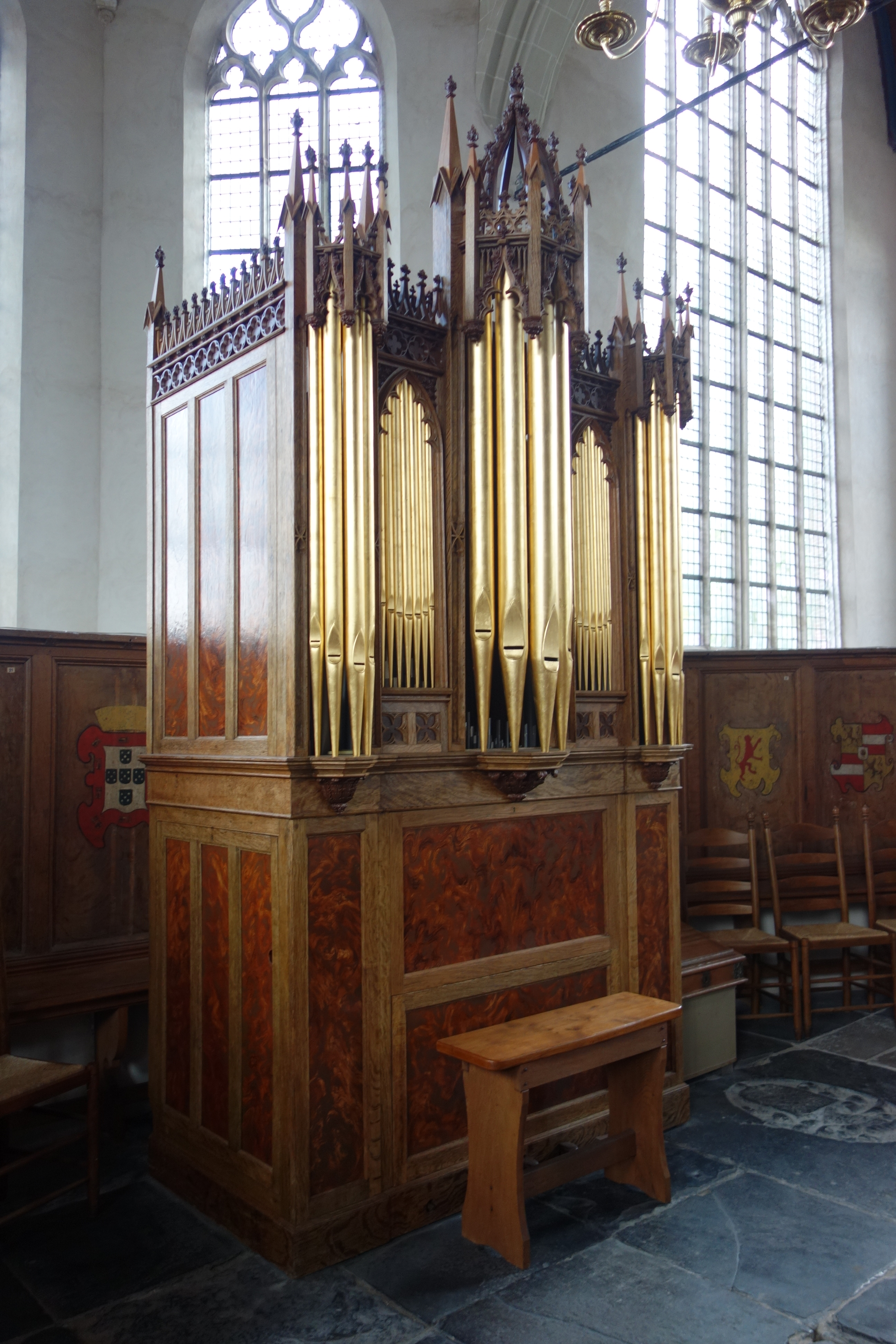
Het Schotse orgel van James Bruce